# Pischtschana (Podilsk)
Pischtschana (ukrainisch Піщана; russisch Песчаная Pestschanaja) ist ein Dorf im Norden der ukrainischen Oblast Odessa mit etwa 4900 Einwohnern (2023).
Das Dorf liegt an beiden Ufern der Sawranka (Савранка; auch Sawran), einem 98 km langen Nebenfluss des Südlichen Bugs 27 km nördlich vom ehemaligen Rajonzentrum Balta und etwa 250 km nördlich vom Oblastzentrum Odessa. Die in der Oblast Tscherkassy gelegene Stadt Uman befindet sich 95 km nordöstlich vom Dorf. In der Ortschaft kreuzen sich die Regionalstraßen P–71 und  P–54.

## Geschichte
Der Ursprung des Dorfes liegt in der zweiten Hälfte des 16. Jahrhunderts, als sich von Polen  umgesiedelte Bauern aus der historischen Region Brazlawschtschyna (Брацлавщина) im Osten Podoliens auf einer Insel im Fluss Sawranka niederließen, nachdem sie das Dorf Pestschanoe (Песчаное) gegründet hatten. Am rechten Ufer des Flusses entstand das Dorf Zurkanowka (Цуркановка). In der ersten Hälfte des 17. Jahrhunderts fusionierten die beiden Dörfer zu einer Siedlung namens Peschanaya. Im Jahre 1846 erhielt die Ortschaft den Status einer kleinen Stadt und wurde ein Wolost-Zentrum im Ujesd Balta.
Der Name des Dorfes Pischtschana (dt.: „Sandig“) stammt von den sandigen Böden am linken Ufer des Flusses.

## Verwaltungsgliederung
Am 12. Juni 2020 wurde das Dorf zum Zentrum der neugegründeten Landgemeinde Pischtschana (Піщанська сільська громада/Pischtschanska silska hromada), zu dieser zählen auch noch die 7 in der untenstehenden Tabelle angeführten Dörfer, bis dahin bildete es die gleichnamige Landratsgemeinde Pischtschana (Піщанська сільська рада/Pischtschanska silska rada) im Norden des Rajons Balta.
Seit dem 17. Juli 2020 ist es ein Teil des Rajons Podilsk.
Folgende Orte sind neben dem Hauptort Pischtschana Teil der Gemeinde:
| Name                     | Name       | Name                     |
| ukrainisch transkribiert | ukrainisch | russisch                 |
| ------------------------ | ---------- | ------------------------ |
| Hrebyne                  | Гербине    | Гербино (Grebino)        |
| Krynytschky              | Кринички   | Кринички (Krinitschki)   |
| Puschajkowe              | Пужайкове  | Пужайково (Puschaikowo)  |
| Rakulowe                 | Ракулове   | Ракулово (Rakulowo)      |
| Sawranske                | Савранське | Савранское (Sawranskoje) |
| Schljachowe              | Шляхове    | Шляховое (Schljachowoje) |
| Schumylowe               | Шумилове   | Шумилово (Schumilowo)    |